# Rusava
Rusava település Csehországban, Kroměříži járásban. Rusava Slavkov pod Hostýnem, Chvalčov, Brusné, Držková, Vlčková és Lukoveček településekkel határos. Lakosainak száma 573 fő (2024. január 1.).

## Népesség
A település lakosságának változását az alábbi diagram mutatja:
| Lakosok száma | 1116 | 1199 | 991  | 826  | 634  | 596  | 579  | 567  | 546  | 573  |
|               | 1869 | 1900 | 1921 | 1961 | 1980 | 2011 | 2016 | 2019 | 2021 | 2024 |